# Copa Militar Africana
La Copa Militar Africana, también conocida como Trofeo Comparoé, es una competición de fútbol para selecciones militares en África. Se celebró por primera vez en 1994. Es organizado por la Organización del Deporte Militar en África (OSMA), una rama del Consejo Internacional del Deporte Militar. El torneo sirve como clasificación a la Copa Mundial Militar o Juegos Mundiales Militares. 

## Palmarés
| Año  | Sede         | Campeón      | Marcador       | Subcampeón      | Tercer lugar    | Resultado      | Cuarto lugar |
| ---- | ------------ | ------------ | -------------- | --------------- | --------------- | -------------- | ------------ |
| 1994 | Uagadugú     | Burkina Faso | 2-1            | Mali            | Costa de Marfil | 2-1 (pro.)     | Senegal      |
| 1997 | Kigali       | Burkina Faso | 2-1            | Ruanda          | Uganda          |                | Mali         |
| 1998 | Labé         | Egipto       | 3-2            | Guinea          | Burkina Faso    |                | Marruecos    |
| 2001 | Yamoussoukro | Guinea       | 2-1            | Costa de Marfil | Burkina Faso    |                | Ruanda       |
| 2004 | Bamako       | Egipto       | 1-0 (pro.)     | Mali            | Argelia         | 4-2            | Guinea       |
| 2006 | Yaundé       | Camerún      | 1-0            | Mali            | Guinea          | 0-0 (5-4 pen.) | Argelia      |
| 2008 | Kampala      | Camerún      | 0-0 (4-3 pen.) | Argelia         | Kenia           | 1-1 (4-2 pen.) | Uganda       |
| 2012 | Abiyán       | Mali         | 1-0            | Camerún         | Costa de Marfil | 1-1 (6-5 pen.) | Kenia        |
| 2016 | Yamena       |              | -              |                 |                 | -              |              |

## Títulos por selección
| País            | Campeón | Subcampeón | Tercer lugar | Cuarto lugar |
| --------------- | ------- | ---------- | ------------ | ------------ |
| Camerún         | 2       | 1          | 0            | 0            |
| Burkina Faso    | 2       | 0          | 2            | 0            |
| Egipto          | 2       | 0          | 0            | 0            |
| Mali            | 1       | 3          | 0            | 1            |
| Guinea          | 1       | 1          | 1            | 1            |
| Costa de Marfil | 0       | 2          | 1            | 0            |
| Argelia         | 0       | 1          | 1            | 1            |
| Ruanda          | 0       | 1          | 0            | 1            |
| Kenia           | 0       | 0          | 1            | 1            |
| Uganda          | 0       | 0          | 1            | 1            |
| Marruecos       | 0       | 0          | 0            | 1            |
| Senegal         | 0       | 0          | 0            | 1            |